# Clethrionomys californicus
Clethrionomys californicus és una espècie de mamífer rosegador de la família dels cricètids. És endèmic dels Estats Units (nord-oest de Califòrnia i oest d'Oregon). S'alimenta principalment d'esporocarps i líquens. El seu hàbitat natural són els boscos de coníferes. És una espècie en risc mínim, és a dir, no sembla que hi hagi cap amenaça significativa per a la seva supervivència. El seu nom específic, californicus, significa ‘californià’ en llatí.